# Citizens!
Citizens! ist eine britische Indie-Rock-Band aus London.
Die Band wurde im Sommer 2010 gegründet. 2011 folgte ein Plattenvertrag mit dem französischen Label Kitsuné. Das Debütalbum Here We Are wurde in Schottland von Alex Kapranos produziert.

## Diskografie
Alben
- Here We Are (2012, Kitsuné)
- European Soul (2015, Kitsuné)